# Liste der Baudenkmale in Kargow
In der Liste der Baudenkmale in Kargow sind alle denkmalgeschützten Bauten der Gemeinde Kargow (Mecklenburg-Vorpommern) und ihrer Ortsteile aufgelistet. Grundlage ist die Veröffentlichung der Denkmalliste des Landkreises Mecklenburgische Seenplatte (Auszug) vom 20. Januar 2017.

## Legende
In den Spalten befinden sich folgende Informationen:
- ID-Nr: Die Nummer wird von den Denkmalämtern der Landkreise vergeben. Wenn sie nicht bekannt ist, bleibt die Spalte leer. In dieser Spalte kann sich zusätzlich das Wort Wikidata befinden, der entsprechende Link führt zu Angaben zu diesem Denkmal bei Wikidata.
- Lage: die Adresse des Denkmales und die geographischen Koordinaten.
Link zu einem Kartenansichtstool, um Koordinaten zu setzen. In der Kartenansicht sind Denkmale ohne Koordinaten mit einem roten bzw. orangen Marker dargestellt und können in der Karte gesetzt werden. Denkmale ohne Bild sind mit einem blauen bzw. roten Marker gekennzeichnet, Denkmale mit Bild mit einem grünen bzw. orangen Marker.
- Bezeichnung: Bezeichnung, so wie sie in den offiziellen Listen der Denkmalämter steht. Ein Link hinter der Bezeichnung führt zum Wikipedia-Artikel über das Denkmal. Wenn die Bezeichnung der Denkmalämter inhaltlich fehlerhaft ist, ist in der Spalte „Beschreibung“ darauf hinzuweisen.
- Beschreibung: Beschreibung des Denkmales
- Bild: ein Bild des Denkmales und gegebenenfalls einen Link zu weiteren Fotos des Denkmals im Medienarchiv Wikimedia Commons

## Baudenkmale nach Ortsteilen

### Kargow
| ID  | Lage                         | Bezeichnung                               | Beschreibung | Bild                    |
| --- | ---------------------------- | ----------------------------------------- | --- | ----------------------- |
| 254 | Am Bahnhof 18 (Karte)        | Bahnhof                                   | | Weitere Bilder          |
| 252 | Am Alten Gutshof 3 (Karte)   | Gutsanlage mit Gutshaus                   | 1-gesch., 13-achs. Putzbau mit 2-gesch. Mittelrisalit und Krüppelwalmdach von nach 1866; Gutsbesitz: u. a. der Familien Pritzbuer (15. Jh.), Kastorf, Klaus Below (1547), August von Thomsdorf (1633), von Erlenkamp (1688), von Schuckmann (1741), Leopold Nikolai (1839), Neumann (1866–1945), seit 1990 Leerstand | Gutsanlage mit Gutshaus |
| 252 | Am Alten Gutshof (Karte)     | Wirtschaftsgebäude von 1852               | |                         |
| 252 | Dorfstraße 29                | Speicher (Brennerei) des Gutshauses       | |                         |
| 252 | Dorfstraße 29                | Wirtschaftsgebäude südlich des Gutshauses | |                         |
| 253 | Schwastorfer Weg 1/3 (Karte) | Wohnhaus                                  | | Wohnhaus                |

### Kargow (Unterdorf)
| ID  | Lage              | Bezeichnung                        | Beschreibung | Bild           |
| --- | ----------------- | ---------------------------------- | ------------ | -------------- |
| 255 | Unterdorf (Karte) | Kirche mit                         |              | Weitere Bilder |
| 255 | Unterdorf (Karte) | hölzernem Glockenstuhl (u. Glocke) |              | Weitere Bilder |

### Damerow
| ID  | Lage                            | Bezeichnung                | Beschreibung | Bild                       |
| --- | ------------------------------- | -------------------------- | ------------ | -------------------------- |
| 113 | Damerower Straße 19; 21 (Karte) | Wohnhaus (Bauernhof Kindt) |              | Wohnhaus (Bauernhof Kindt) |

### Federow
| ID  | Lage                          | Bezeichnung                            | Beschreibung | Bild                                   |
| --- | ----------------------------- | -------------------------------------- | ------------ | -------------------------------------- |
| 126 | Am Park 1 (Karte)             | Gutsanlage mit Gutshaus,               |              | Gutsanlage mit Gutshaus,               |
| 126 | Am Park (Karte)               | 2 Pfeiler an der Zufahrt zum Gutshaus, |              | 2 Pfeiler an der Zufahrt zum Gutshaus, |
| 126 | Am Park 2 (Karte)             | ehem. Verwalterwohngebäude,            |              |                                        |
| 126 | An der Brennerei (Karte)      | Brennerei und                          |              | Brennerei und                          |
| 126 | Am Park 1 (Karte)             | Landschaftspark                        |              |                                        |
| 125 | Kargower Straße 7 (Karte)     | ehem. Dorfschule                       |              | ehem. Dorfschule                       |
| 127 | Schwarzenhofer Straße (Karte) | Kirche                                 |              | Kirche                                 |

### Godow
| ID  | Lage              | Bezeichnung | Beschreibung | Bild |
| --- | ----------------- | ----------- | ------------ | ---- |
| 138 | Godow 1 (Karte)   | Wohnhaus    |              |      |
| 139 | Godow 2/4 (Karte) | Wohnhaus    |              |      |

### Schwarzenhof
| ID  | Lage                | Bezeichnung        | Beschreibung | Bild     |
| --- | ------------------- | ------------------ | ------------ | -------- |
| 844 | Schwarzenhof        | Wirtschaftsgebäude |              |          |
| 839 | Schwarzenhof 1/2    | Wohnhaus           |              | Wohnhaus |
| 840 | Schwarzenhof 3/4    | Wohnhaus           |              |          |
| 841 | Schwarzenhof 7      | Wohnhaus mit       |              |          |
| 841 | Schwarzenhof 7      | Wirtschaftsgebäude |              |          |
| 842 | Schwarzenhof 8/9    | Wohnhaus           |              |          |
| 843 | Schwarzenhof 10/10A | Wohnhaus           |              |          |

### Speck
| ID  | Lage                | Bezeichnung                                                                         | Beschreibung | Bild                                                                             |
| --- | ------------------- | ----------------------------------------------------------------------------------- | --- | -------------------------------------------------------------------------------- |
| 876 | Speck 19/21 (Karte) | Gutshaus/Jagdhausanlage bestehend aus dem Jagdhaus (Haupthaus und Flügelbau) mit    | Gutshaus (Schloss), mehrflügelige Anlage mit Wirtschaftsgebäude, östlich gelegenem Gebäude (Wohnhaus) und Resten des Landschaftsparks mit einer Statue des ehemaligen Mausoleums der Familie von Rohr | Gutshaus/Jagdhausanlage bestehend aus dem Jagdhaus (Haupthaus und Flügelbau) mit |
| 876 | Speck 19/21         | Forsthaus (ehem. Kutschaus) incl. Tor und Kohleschuppen                             | |                                                                                  |
| 876 | Speck 19/21         | Garagenflügel                                                                       | |                                                                                  |
| 876 | Speck 19/21         | Torhaus                                                                             | |                                                                                  |
| 876 | Speck 19/21 (Karte) | Marstall                                                                            | | Marstall                                                                         |
| 876 | Speck 19/21         | Sommerhaus (ehem. Gärtner-, Geflügel-haus) östlich vom Jagdhaus gelegen             | |                                                                                  |
| 876 | Speck 19/21         | Landschaftspark                                                                     | |                                                                                  |
| 876 | Speck 19/21         | Grabmal für Thomas Friedrich Ernst von Rohr (Standort im Park, urspr. am Mausoleum) | |                                                                                  |
| 876 | Speck 24/25         | Wohnwirtschaftsgebäude                                                              | |                                                                                  |
| 877 | (Karte)             | Kirche                                                                              | | Weitere Bilder                                                                   |

## Gestrichene Baudenkmale
- Speck, Pachtfischerei mit Scheune

## Quelle
- Karte der Baudenkmale im Geoportal des Landkreises